# Emkendorf
Emkendorf er en kommune og en by i det Nordtyskland i Amt Nortorfer Land i den sydøstlige del af Kreis Rendsborg-Egernførde. Kreis Rendsborg-Egernførde ligger i den centrale del af delstaten Slesvig-Holsten.

## Geografi
Emkendorf ligger omkring 13 kilometer sydøst for Rendsborg i Naturpark Westensee. Mod vest løber Bundesautobahn 7 og jernbanen fra Rendsborg mod Neumünster.
Kommunen ligger i et bakket område med skove og søer og omfatter tre Naturschutzgebiete.